# Olivier Schwartz (dessinateur)
Pour les articles homonymes, voir Schwartz et Olivier Schwartz.
Olivier Schwartz, né le 18 février 1963 à Nogent-sur-Marne, est un dessinateur de bande dessinée français.

## Biographie
Dessinateur autodidacte, son style est inspiré de la néo-ligne claire dont Yves Chaland fut le chef de file. Il débute en 1983 dans le fanzine Plein la gueule pour pas un rond, puis réalise ses premières bandes dessinées pour la jeunesse chez Milan, en collaboration avec les scénaristes Claude Ecken et Christian Goux. Parallèlement, il se lance en 1988, sur commande du magazine Astrapi, dans la réalisation graphique des enquêtes de l'inspecteur Bayard, scénarisées par Jean-Louis Fonteneau. Il participe également à la plupart des titres de la presse jeunesse en dessinant de nombreux jeux, tests ou bandes dessinées historiques et en illustrant des romans ou des encyclopédies.
Repéré par le scénariste Yann, il abandonne l'inspecteur Bayard au bout de dix-huit albums, à l'approche de l'année 2010. Après quelques projets avortés — dont une reprise de la série Gil Jourdan que la fille de Maurice Tillieux refuse sans vouloir consulter les essais réalisés —, la collaboration se concrétise finalement avec Le Groom vert-de-gris en 2009, un album de la collection Le Spirou de… ayant pour cadre Bruxelles durant la Seconde Guerre mondiale et dont la sortie donne lieu à une polémique dans la presse spécialisée,. Sorti un an après le succès critique et public du tome précédent, Le Journal d'un ingénu, écrit et dessiné par Émile Bravo, cet album devient l'un des plus gros succès de la collection.
La collaboration avec Yann se poursuit ensuite avec le projet d'un diptyque relatant de façon décalée les aventures américaines authentiques de Jijé, Franquin et Morris. Mais en janvier 2012, des ayants droit de Franquin et Jijé tentent de bloquer la sortie du premier tome, alors que 35 000 exemplaires ont été prévus par les éditions Dupuis. Si l'album Gringos Locos paraît finalement en mai 2012, accompagné d'un avertissement au lecteur et d'un droit de réponse, la suite, qui devait raconter la rencontre de Jijé et Morris avec René Goscinny sous le titre Crazy Belgians, est annulée.
L'éditeur renouvelle cependant sa confiance envers le tandem en leur commandant un diptyque pour la collection Le Spirou de… : les albums La Femme Léopard , et Le Maitre des hosties noires, paraissent en 2014 et 2017.
Yann et Schwartz continuent leur collaboration en créant la nouvelle série Atom Agency qui permet au dessinateur de s'exercer dans un univers de polar proche de Gil Jourdan. Deux tomes sont publiés en 2018 avec Les bijoux de la Bégum et en 2020 avec Petit Hanneton.
En 2022, Olivier Schwartz reprend la série classique des Spirou et Fantasio et en collaboration avec  Sophie Guerrive et Benjamin Abitan, il dessine le tome 56 (La mort de Spirou) en 2022 et le tome 57 (La mémoire du futur) en 2024.

## Œuvre

### One shots
- Le Testament du docteur Zèbre, scénario Christian Goux, 1986, collection Mikado, éd. Milan
- Georges Bouton, explomigrateur, scénario Gérard Moncomble, 2000, éd. Milan poche
- Quatre Histoires de père Noël, scénario de Ann Rocard, 2000, collection La bibliothèque des 4-8 ans, éd. Lito
- J'ai sauvé le père Noël, scénario Andreas Steinhöfel, 2001, éd. Milan poche
- Le Père Noël cambrioleur, scénario de Jean-Louis Fonteneau, 2001, éd. Milan poche
- Le plus fort… C’EST PAPA !, 2002, éd. Milan
- L'Ogre aux gros mots, scénario Christophe Loupy, 2002, éd. Milan poche
- La Menace, scénario Lucette Graas-Hoisnard, 2003, éd. Milan poche
- Basile contre les têtes-en-fer, scénario Gérard Moncomble, 2003, éd. Milan poche
- Menace au Lascar palace, Jean-Louis Fonteneau, Bayard / Astrapi n°599, jeu d'aventure[9]
- Basile et le Prince des troubadours, scénario Gérard Moncomble, 2004, éd. Milan poche
- Basile et le Secret de l'abbaye, scénario Gérard Moncomble, 2007, éd. Milan poche
- Gringos Locos, tome 1, scénario Yann, 2012, éd. Dupuis

### Séries
| Les Enquêtes de l'inspecteur Bayard (1993-2010) - scénario de Jean-Louis Fonteneau, éd. Bayard Presse, collection Astrapi 1. Pas de vacances pour l'inspecteur !, 1993 2. L'inspecteur n'a peur de rien, 1993 3. Mystères à toute heure, 1993 4. Lili, Grisbi et compagnie, 1994 5. Les Dragons du diable, 1995 6. Bons Baisers de l'inspecteur, 1996 7. La Nuit du Yorg, 1997 8. Alerte à Zyklopolis, 1998 9. Sale temps pour l'inspecteur, 2000 10. Coups de feu à New-York, 2000 11. L'inspecteur voit rouge, 2001 12. L'Inspecteur chez les stars, 2002 13. Ça chauffe à Texico !, 2004 14. Le Yorg se déchaîne, 2005 15. H.S. La Malédiction d'Agaba, 2005, collection Zénigmes 16. L'inspecteur crève l'écran, 2006 17. Bienvenue en enfer, 2007 18. Sam se rebiffe, 2009 19. Trafics en Afrique, 2010 |

| Le Spirou de… (2009-2017)Scénario Yann, éd. Dupuis. - Le Groom vert-de-gris, 2009 - La Femme léopard, 2014 - Le Maître des hosties noires, 2017 |

| Atom Agency (2018-2020)Scénario de Yann, éd. Dupuis. 1. Les Bijoux de la Bégum, 2018 2. Petit Hanneton, 2020 |

| Spirou et Fantasio (2022-2024)Scénario de Sophie Guerrive et Benjamin Abitan, éd. Dupuis. 1. : La Mort de Spirou, 64p, (2022), (ISBN 9782800173832) 2. : La mémoire du futur, 64p, (2024), (ISBN 978-2808503280) |

## Prix
- 2003 : Alph-Art jeunesse 7-8 ans du festival d'Angoulême pour Inspecteur Bayard, t. 12 (avec Jean-Louis Fonteneau)[10]
- 2018 :  Prix Sproing de la meilleure bande dessinée étrangère pour Le Groom vert-de-gris (avec Yann)[11]
- 2018 : Polar de la meilleure série BD du festival de Cognac pour Les Bijoux de la Bégum (avec Yann)[12]